# Sanjaasürengiin Zorig
Sanjaasürengiin Zorig (in mongolo Санжаасүрэнгийн Зориг; 20 aprile 1962 – Ulan Bator, 2 ottobre 1998) è stato un politico mongolo.
Ha svolto un ruolo di primo piano nella guida della rivoluzione democratica del paese nel 1990. I suoi sostenitori lo chiamavano la "rondine d'oro della democrazia".

## Biografia
Zorig venne eletto in parlamento, prima come membro della minoranza, poi come membro dell'Unione Democratica che ha formato il primo governo democratico in Mongolia dopo il regime monopartitico dei comunisti nel 1921. Una delle immagini più emblematiche della pacifica rivoluzione mongola del 1990 è quella di Zorig che, trasportato dai suoi sostenitori, calma una folla numerosa e tesa in piazza Sukbaatar, a Ulan Bator, mentre i manifestanti si scontrano con le forze di polizia del governo comunista. Nel 1998 è diventato Ministro delle Infrastrutture e molti pensavano che sarebbe diventato Primo Ministro, ma nello stesso anno venne assassinato. Dopo la sua morte, sua sorella Oyuun entrò in politica e fondò il Civic Will Party.